# Hopea plagata
Espèce
Synonymes
- Anisoptera plagata (Blanco) Blume[2]
- Dipterocarpus plagatus Blanco[2]
- Mocanera plagata Blanco[2] [3]

Statut de conservation UICN

 CR A1cd, B1+2c : 
En danger critique
Hopea plagata est une espèce de plantes de la famille des Dipterocarpaceae.